# Maribel Vinson
Maribel Yerxa Vinson-Owen (Winchester, Massachusetts, 12 de outubro de 1911 – Berg-Kampenhout, Bélgica, 15 de fevereiro de 1961) foi uma patinadora artística e treinadora estadunidense. Ela conquistou uma medalha de bronze olímpica em 1932, e conquistou duas medalhas em campeonatos mundiais. Ela foi casada com o também patinador Guy Owen, e tiveram duas filhas Maribel Owen e Laurence Owen.
Vinson morreu no acidente com o voo Sabena 548 nas imediações do Aeroporto de Bruxelas, quando viajava junto com a delegação dos Estados Unidos para disputa do Campeonato Mundial que iria acontecer em Praga, na Tchecoslováquia.

## Principais resultados

### Individual masculino
| Resultados                                            | Resultados        | Resultados       | Resultados       | Resultados       | Resultados        | Resultados      | Resultados        | Resultados      | Resultados        | Resultados       | Resultados      | Resultados      |
| Internacional                                         | Internacional     | Internacional    | Internacional    | Internacional    | Internacional     | Internacional   | Internacional     | Internacional   | Internacional     | Internacional    | Internacional   | Internacional   |
| Evento/Temporada                                      | 1925– 1926        | 1926– 1927       | 1927– 1928       | 1928– 1929       | 1929– 1930        | 1930– 1931      | 1931– 1932        | 1932– 1933      | 1933– 1934        | 1934– 1935       | 1935– 1936      | 1936– 1937      |
| ----------------------------------------------------- | ----------------- | ---------------- | ---------------- | ---------------- | ----------------- | --------------- | ----------------- | --------------- | ----------------- | ---------------- | --------------- | --------------- |
| Jogos Olímpicos                                       |                   |                  | 4.ª              |                  |                   |                 | Medalha de bronze |                 |                   |                  | 5.ª             |                 |
| Campeonato Mundial                                    |                   |                  | Medalha de prata |                  | Medalha de bronze | 4.ª             | 4.ª               |                 | 5.ª               |                  |                 |                 |
| Campeonato Norte-Americano                            |                   |                  |                  | Medalha de prata |                   |                 |                   |                 |                   | Medalha de prata |                 | Medalha de ouro |
| Campeonato Europeu                                    |                   |                  |                  |                  |                   |                 |                   |                 | Medalha de bronze |                  |                 |                 |
| Nacional                                              |                   |                  |                  |                  |                   |                 |                   |                 |                   |                  |                 |                 |
| Campeonato dos Estados Unidos                         | Medalha de bronze | Medalha de prata | Medalha de ouro  | Medalha de ouro  | Medalha de ouro   | Medalha de ouro | Medalha de ouro   | Medalha de ouro |                   | Medalha de ouro  | Medalha de ouro | Medalha de ouro |
|                                                       |                   |                  |                  |                  |                   |                 |                   |                 |                   |                  |                 |                 |
| Legenda: Competição não foi disputada nesta temporada |                   |                  |                  |                  |                   |                 |                   |                 |                   |                  |                 |                 |

### Duplas

#### Com George Hill
| Resultados                                            | Resultados       | Resultados       | Resultados       | Resultados      | Resultados      | Resultados      | Resultados       | Resultados      | Resultados    | Resultados    | Resultados    | Resultados    |
| Internacional                                         | Internacional    | Internacional    | Internacional    | Internacional   | Internacional   | Internacional   | Internacional    | Internacional   | Internacional | Internacional | Internacional | Internacional |
| Evento/Temporada                                      | 1929– 1930       | 1930– 1931       | 1931– 1932       | 1932– 1933      |                 | 1934– 1935      | 1935– 1936       | 1936– 1937      |               |               |               |               |
| ----------------------------------------------------- | ---------------- | ---------------- | ---------------- | --------------- | --------------- | --------------- | ---------------- | --------------- | ------------- | ------------- | ------------- | ------------- |
| Jogos Olímpicos                                       |                  |                  |                  |                 |                 | 5.ª             |                  |                 |               |               |               |               |
| Campeonato Mundial                                    |                  | 5.ª              |                  |                 |                 | 5.ª             |                  |                 |               |               |               |               |
| Campeonato Norte-Americano                            |                  |                  |                  |                 | Medalha de ouro |                 | Medalha de prata |                 |               |               |               |               |
| Nacional                                              |                  |                  |                  |                 |                 |                 |                  |                 |               |               |               |               |
| Campeonato dos Estados Unidos                         | Medalha de prata | Medalha de prata | Medalha de prata | Medalha de ouro |                 | Medalha de ouro | Medalha de ouro  | Medalha de ouro |               |               |               |               |
|                                                       |                  |                  |                  |                 |                 |                 |                  |                 |               |               |               |               |
| Legenda: Competição não foi disputada nesta temporada |                  |                  |                  |                 |                 |                 |                  |                 |               |               |               |               |

#### Com Thornton Coolidge
| Resultados                                            | Resultados      | Resultados        | Resultados    | Resultados    | Resultados    | Resultados    | Resultados    | Resultados    | Resultados    | Resultados    | Resultados    | Resultados    |
| Internacional                                         | Internacional   | Internacional     | Internacional | Internacional | Internacional | Internacional | Internacional | Internacional | Internacional | Internacional | Internacional | Internacional |
| Evento/Temporada                                      | 1927– 1928      | 1928– 1929        |               |               |               |               |               |               |               |               |               |               |
| ----------------------------------------------------- | --------------- | ----------------- | ------------- | ------------- | ------------- | ------------- | ------------- | ------------- | ------------- | ------------- | ------------- | ------------- |
| Campeonato Norte-Americano                            |                 | Medalha de bronze |               |               |               |               |               |               |               |               |               |               |
| Nacional                                              |                 |                   |               |               |               |               |               |               |               |               |               |               |
| Campeonato dos Estados Unidos                         | Medalha de ouro | Medalha de ouro   |               |               |               |               |               |               |               |               |               |               |
|                                                       |                 |                   |               |               |               |               |               |               |               |               |               |               |
| Legenda: Competição não foi disputada nesta temporada |                 |                   |               |               |               |               |               |               |               |               |               |               |